# Meïssa Binta Ndiaye
Pour les articles homonymes, voir Meïssa et Ndiaye.
Meïssa Binta Ndiaye, né le 13 avril 1984, est un footballeur sénégalais. Il évolue au poste d'attaquant.

## Carrière

### Parcours
- 2005- : US Ouakam (Sénégal)[2]

### Palmarès
- Avec l'équipe du Sénégal :
  - 3ème de la Coupe Amílcar Cabral n 2007
- En club :
  - Vainqueur de la Coupe du Sénégal en 2006 avec l'US Ouakam
- Distinctions à titre personnel :
  - Meilleur buteur, avec 4 buts, lors de la Coupe Amílcar Cabral en 2007